# Waseswärd
Waseswärd är en finsk ätt, tidigare Kankkonen, Ludenpaase, Tuomaala. Flyttade från Savolaks till Syd-Österbottens Sjönejd 1442. Väinö Tuomaala blev av president Kekkonen ärad titeln "hembygdsråd" (Finlands första). Juhani Tuomaala var riksdagsman. Joakim Waseswärd är affischkonstnär med över 600 film- teater- och operaaffischer (bland annat Ingmar Bergmans Fanny och Alexander) belönad i olika filmfestivaler världen runt. 